# Criação de Superman
A criação do personagem Superman é atribuída ao roteirista Jerry Siegel e ao desenhista Joe Shuster. Embora o personagem tenha sido publicado oficialmente em 1938, na primeira edição da revista americana Action Comics, pela então "National Publications", editora que viria a ser conhecida posteriormente como "DC Comics", ele havia sido concebido pela dupla cerca de cinco anos antes. Em 1931, os dois se conheceram quando estudantes no Glenville High School em Cleveland, e trabalharam juntos no jornal escolar, o "Glenville Torch", e em outros projetos pessoais, como Science Fiction, uma revista produzida e disponibilizada de forma independente, e considerada um dos primeiros fanzines a serem criados nos Estados Unidos. Em 1933, na terceira edição desse fanzine, seria publicada a história The Reign of the Superman, um conto de ficção científica protagonizado pelo primeira versão do personagem, então concebido como um vilão, e caracterizado como um ser humano que havia adquirido superpoderes após entrar em contato com uma rocha extraterrestre.
Em 1933, após a produção de Science Fiction ser descontinuada na quinta edição, Siegel e Shuster produziriam The Superman, uma história no então recente formato de revista em quadrinhos, mas esta acabaria sendo rejeitada por editoras e destruída quase que integralmente por um frustrado Shuster. Essa segunda versão do personagem era igualmente um ser humano, mas, ao contrário da criação anterior, possuía características de um herói. O personagem de The Superman não tinha superpoderes, e foi concebido como um possível aventureiro típico do gênero pulp, que se sobrepunha à ficção científica nessa rejeitada proposta: a segunda versão era um ser humano sem superpoderes. O conceito seria aproveitado em Slam Bradley, um personagem similar que surgiria na primeira edição da revista Detective Comics, em 1937.
Entre 1934 e 1937, paralelamente aos outros contos, tiras e histórias em quadrinhos que produziam, a dupla trabalharia na ideia de uma versão definitiva de "Superman": um ser alienígena, dotado de superpoderes, e que atuaria como herói. O personagem reuniu elementos presentes em histórias de outros personagens da época, como uma identidade secreta ou o uso de uma capa, mas a soma de suas características peculiares o tornaria suficientemente distinto de tudo o que havia sido produzido até então, e estabeleceria um novo gênero, as histórias em quadrinhos de super-herói, a partir da sua publicação oficial e imediato sucesso em 1938. Alguns dos elementos comumente associados à história de origem do personagem já se faziam presentes nessa versão, embora Siegel e Shuster viessem a revisá-la em 1939, conforme davam continuidade à produção de novas tramas com o personagem. A publicação do personagem se deu após a dupla ter concordado em vender os direitos sobre Superman para a editora, e a disputa judicial acerca da propriedade do personagem se estendeu por anos, com a dupla buscando provar que criara o personagem antes de ter sido contratada pela editora para produzir a história publicada em 1938.

## A juventude de Jerry Siegel e Joe Shuster

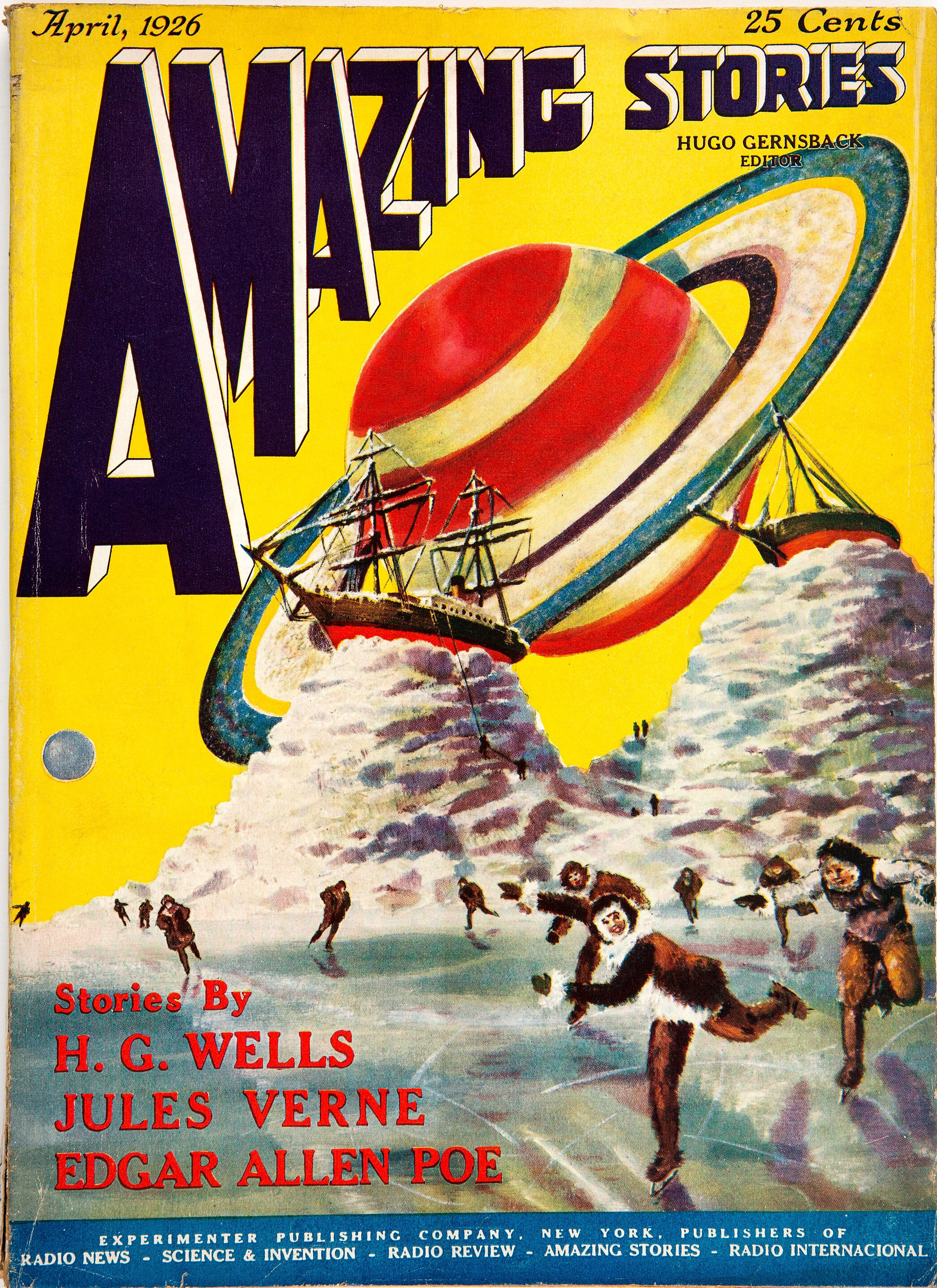
A revista americana Amazing Stories teve um papel crucial na popularização da ficção científica e ajudou a formar a literatura pulp, bem como o conceito de fandom. Os leitores trocavam correspondências, e isso contribuiria para a criação dos fanzines, incluindo Science Fiction, criado por Jerry Siegel e Joe Shuster em 1931.

Numa extensa entrevista concedida em 1983 à editora Fantagraphics Books para o segundo número da revista Nemo, Siegel e Shuster detalharam os eventos que os levaram a se tornarem amigos, mas foram incapazes de precisar o ano em que isso teria ocorrido, embora acreditassem que tinham cerca de 16 anos à época. Shuster estudara no Alexander Hamilton Junior High School, e integrou a equipe do jornal escolar, onde trabalhou ao lado de um primo de Siegel. Pouco depois, numa conversa sobre histórias em quadrinhos, o primo de Siegel mencionaria a ele que conhecia um rapaz que desenhava muito bem, e que ele iria se mudar para outro bairro. Siegel aceitaria a sugestão de conhecer Shuster, e aí começou a amizade dos dois, que estudariam juntos no Glenville High School e trabalhariam no jornal escola dali, o Glenville Torch. Em 1998, em seu livro Superman: The Complete History, o historiador Les Daniels colocaria esses eventos ocorrendo em 1931. Tanto Siegel quanto Shuster eram fãs de ficção científica e Daniels descreveria o relacionamento dos dois como "uma amizade forjada pelo interesse comum nas primeiras revistas a publicar regularmente histórias do gênero, incluindo a 'Amazing Stories' e a 'Weird Tales' "
Quando Hugo Gernsback publicou a primeira revista de ficção científica, Amazing Stories em 1926, permitiu que a seção de cartas divulgasse endereços de leitores, que passaram a trocar correspondências. Siegel trocava correspondências com outros fãs de ficção científica, como Julius Schwartz e Mort Weisinger e criaria em 1929, aos 14 anos, um dos candidatos a primeiro fanzine de ficção científica dos Estados Unidos, Cosmic Stories, um publicação produzida de forma amadora pelo próprio Siegel usando uma máquina de escrever e um hectográfo. Como os demais fanzines, a revista era distribuída através dos correios, para outros fãs de ficção científica, numa época em que essas histórias ainda eram considerados um gênero inferior e marginalizado da literatura.
Não havia muita profissionalização ou estudo do que estava acontecendo à época - o termo fanzine, cunhado para designar essas publicações amadoras, só surgiria em outubro de 1940, assim denominado por Russ Chauvene. Em 1930, a Science Correspondence Club, produziria The Comet em Chicago. O fanzine era editado por Raymond A. Palmer e Walter Dennis e era um dos vários fanzines que surgiriam nos anos seguintes. Siegel era assinante de várias dessas publicações, e em 1932, surgiria a Science Fiction Digest, editada por Weisinger e Schwartz. Os fãs, ora atuando como compradores, ora como criadores de fanzines, estabeleciam uma ampla rede de contatos entre si através da troca de correspondências. Siegel escrevia à Schwartz falando sobre o quanto gostava dos contos publicados em Digest. O material facilmente disponibilizado para aqueles por dentro do meio da ficção científica, mas escondidos do público em geral. Siegel, em 1932, já estava produzindo diferentes contos de ficção científica, mas estes eram rejeitados pelas publicações profissionais, por isso, ele resolveria seguir o exemplo dos colegas e criar um fanzine e assim surgiria Science Fiction, produzida pelo próprio Siegel e por Joe Shuster.

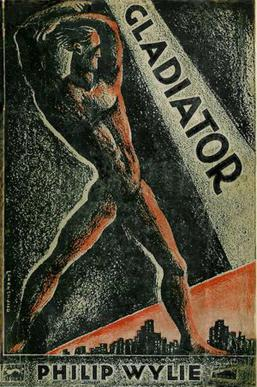
Capa da primeira edição de Gladiator (1930)

Com o subtítulo The Advance Guard of Future Civilization, a revista amadora Science Fiction trazia em seu interior várias histórias produzidas por Siegel, sempre acompanhadas por ilustrações de Shuster. Além das histórias, Siegel incluía também resenhas de outros fanzines e de livros de ficção científica. O roteirista era fã do material de H.G. Wells e já produzia ao lado de Shuster algumas propostas para tiras de jornal que se enquadrassem no gênero de "ficção científica", como Interplanetary Police, sobre o departamento de polícia do futuro e Queeriosities, com quadros que ocupavam uma página inteira mostrando vislumbres do futuro. Essa última foi incluída em Science Fiction. Schwartz se tornaria um dos assinantes do fanzine e, eventualmente, também um dos colaboradores. Weisinger e Forrest J. Ackerman também produziriam material para o fanzine de Siegel. O historiador Sam Moskowitz, em Explorers of the Infinite, conduziria uma entrevista com o escritor de ficção científica Philip Wylie, e segundo este, o seu trabalho no livro Gladiator teria sido uma influência determinante para Siegel e Shuster. O livro de Wylie, à época do seu lançamento, foi disponibilizado numa tiragem limitada de dois mil exemplares, e a suposta "inspiração" é considerada controversa. Siegel negava ter lido o trabalho de Moskowitz, mas na segunda edição do fanzine, teria incluído uma resenha de sua própria autoria acerca do livro.
Segundo Gerard Jones, Wylie teria ameaçado processar os autores por plágio em 1940. Não, há entretanto, registros de nenhuma disputa judicial. A afirmação feita por Jones de que Siegel teria produzido uma resenha acerca de Gladiator, entretanto, carece de provas substanciais. Não há exemplares dessa revista em específico, e o próprio Jones admitiria, ao ser consultado pelo jornalista Erik German da revista Esquire, que não conferira a fonte primária, mas sim teria se baseado em relatos de pessoas que teriam lido o fanzine e afirmavam que ali haveria essa suposta resenha. Independente da existência dessa resenha, impossível de ser verificada pelo desaparecimento do material original, Jones afirmou à reportagem que acredita haver um "consenso" entre estudiosos de que Siegel deve ter lido o trabalho de Wylie e se inspirado ainda que os personagens tenham características bastante diferentes e as histórias apresentem temáticas opostas. As evidências para a tese sustentada por Wylie são consideradas "incertas", mas a influência da história é considerada "admissível". Os dois trabalhos possuem significativas diferenças: Wylie propõe um "super-homem" que assume integralmente sua superioridade e, apesar de acumular conquistas sexuais, é rejeitado pela população, enquanto Siegel e Shuster estabeleceriam um herói que mantém uma identidade secreta, é aceito pela população e se apaixona por uma colega de trabalho.
Quando garoto, Shuster estava obcecado com a cultura fitness e um fã de homens fortes como Siegmund Breitbart e Joseph Greenstein. Ele colecionava revistas e manuais de fitness e usou suas fotografias como referências visuais para sua arte.

## 1932-1933:The Reign of the Superman
- Commons
- Wikisource

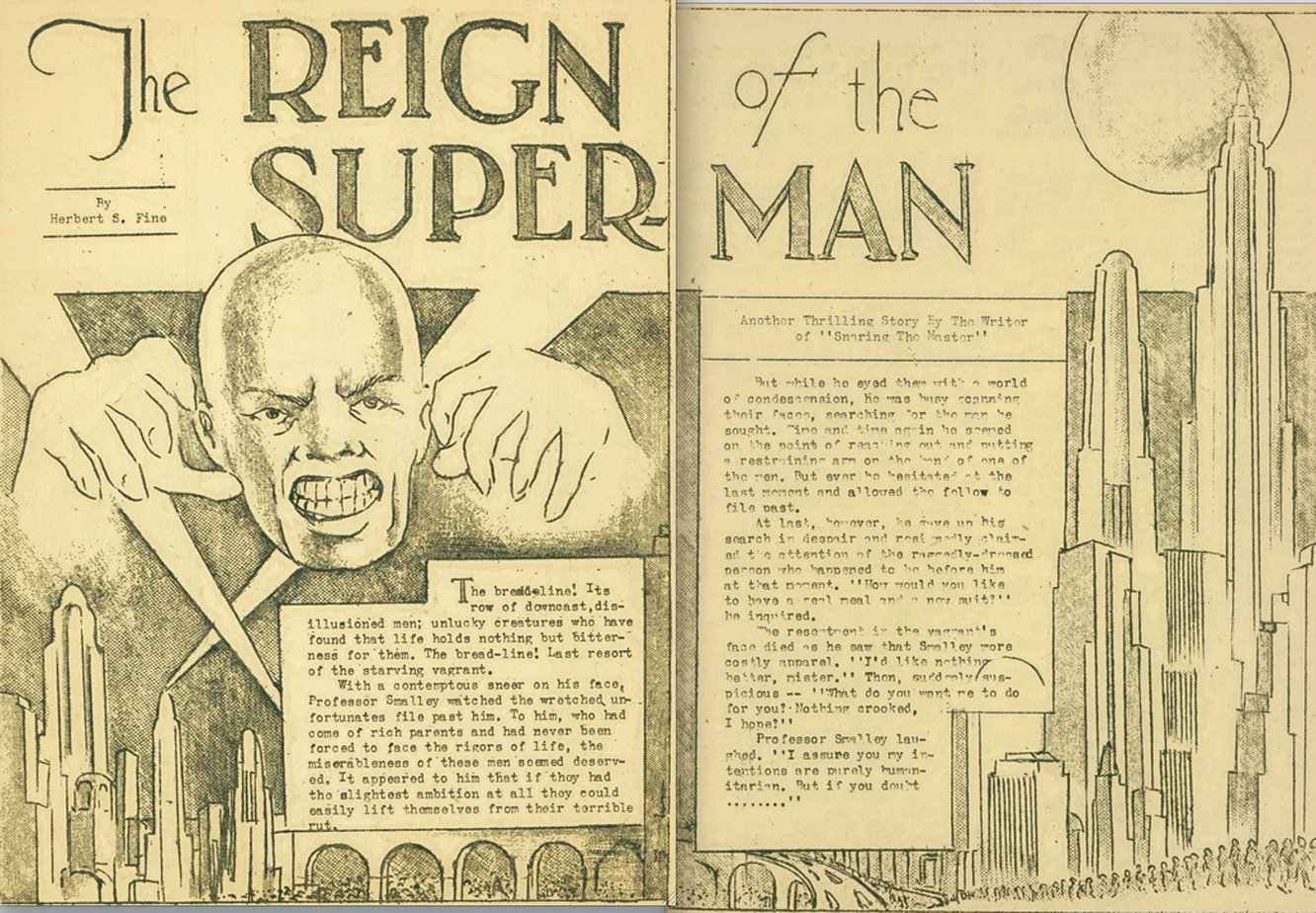
O megalomaníaco Bill Dunn foi o primeiro "Superman" criado por Siegel e Shuster.

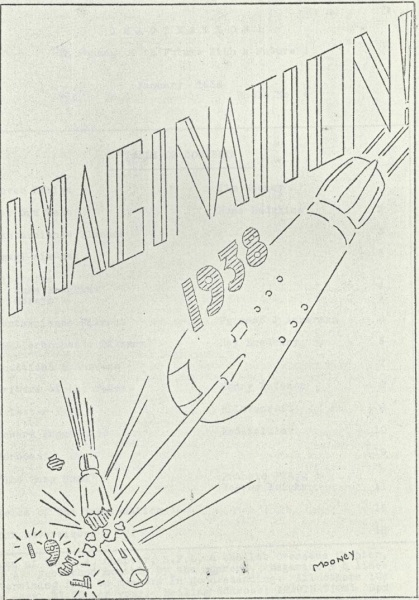
Capa do fanzine Imagination de Forrest Ackerman, janeiro de 1938, arte de Jim Mooney.

No início de 1933 seria publicada a terceira edição de Science Fiction, e fazendo parte do conteúdo dessa edição, um conto ilustrado, intitulado The Reign of the Superman. Escrita por Siegel, a trama tinha como cenário os Estados Unidos durante a Grande Depressão, e apresentava um indigente chamado "Bill Dunn", que enquanto aguardava na fila de uma ação social era abordado por um cientista, o professor "Ernest Smalley", que o convence a participar como cobaia de um experimento em troca de comida e roupas. Smalley havia encontrado um meteoro, extraído da rocha substâncias químicas que não correspondiam à nada encontrado na tabela periódica, e pretendia aplicar essas substâncias estranhas em Dunn. O teste químico acaba por conceder poderes telepáticos à cobaia, que escapa e o que inicialmente se revela como telepatia começa a progredir cada vez mais, ao ponto de Dunn se tornar capaz e dominar mentalmente outras pessoas. Decidido a enriquecer, Dunn usa seus poderes inicialmente para "assaltar" outras pessoas, fazendo com que elas entreguem suas bolsas e carteiras para ele. Com o tempo, começa a fazer apostas, sempre garantindo a própria vitória, e a manipular o mercado de ações, obtendo grandes lucros. Quando Smalley observa o sucesso de sua cobaia, tenta aplicar o mesmo teste químico em si, mas é assassinado por Dunn, que não quer rivais.
Megalomaníaco, Dunn decide intervir numa conferência, controlando os políticos e estadistas ali presentes de forma a criar uma guerra mundial, um cenário que lhe permitiria surgir como um novo governante e dominar o planeta. O plano, entretanto, não chega à sua conclusão porque os efeitos do teste químico eventualmente se dissipam, e Dunn volta a ser uma pessoa comum. Anteriormente, o personagem Doc Savage, também conhecido como "o homem de bronze", já chegara a ser descrito durante uma história como sendo "super", mas esta não era uma alcunha que ele adotava, ao contrário de Dunn, que na história atendia pelo nome de "super-homem".
The Reign of the Superman marca a primeira vez que uma publicação trazia um personagem com nome "Superman". Alguns dos elementos que posteriormente seriam associados à mitologia do personagem já se faziam presentes: o vilão era careca, como Lex Luthor seria; uma rocha alienígena com propriedades extraordinárias alterava a fisiologia das pessoas, como a kryptonita faria; e o papel do herói era desempenhado por um repórter, o personagem "Forrest Ackerman", que aparecia brevemente na história para confrontar um cada vez mais poderoso Dunn. Ackerman era um repórter aparentemente pacato, mas que não era tão indefeso quanto parecia - características que seriam posteriormente associadas a Clark Kent - e seu nome era uma homenagem ao autor de mesmo nome, na época, ainda um fã de histórias de ficção científica como Siegel.
Em 1983, Siegel declararia que a história havia sido integralmente escrita em 1932, e tinha como objetivo brincar com a temática dos homens considerados "super", como Sansão ou Hércules, colocando esse tipo de personagem como um vilão, diferentemente dos "super-homens" até então estabelecidos.
Little Nemo, de Winsor McCay, e o trabalho de H.G. Wells foram apontados por Siegel como influências diretas para os seus primeiros trabalhos, incluindo Reign of the Superman. Vários relatos, entretanto, colocam Friedrich Nietzsche como uma inspiração adicional para a história curta. Nietzsche havia concebido o termo "Übermensch" para se referir a um conceito detalhado em seu livro Assim Falou Zaratustra, e uma possível tradução para o inglês do termo alemão é "Superman". A personagem Jane Porter já havia chamado Tarzan de "super-homem" em Tarzan of the Apes, publicado em 1912. Edgar Rice Burroughs é citado como uma influência posterior de Siegel, e seus personagens - não apenas Tarzan, mas também John Carter, capaz de pular grandes distâncias por causa da gravidade diferente em Marte, são dois personagens que influenciaram as versões posteriores e heroicas de Superman. Segundo Jones, essa  influência pode ser encontrada ainda nos primeiros trabalhos produzidos por Siegel, como Goober the Mighty, um paródia de de Tarzan produzida em 1931 para o jornal The Torch do Glenville High School.
Shuster comentou sobre os artistas que desempenharam um papel importante no desenvolvimento de seu próprio estilo: "Alex Raymond e Burne Hogarth eram meus ídolos - também Milton Caniff, Hal Foster e Roy Crane."

## 1933:The Superman
E se o Superman fosse uma força para o bem ao invés de para o mal?— Jerry Siegel, após The Reign of the Superman 
A partir de 1933, o personagem passaria por uma série de reformulações nas mãos dos dois autores, que passariam a oferecê-lo a diversas empresas, sempre com resultados negativos Siegel reescreveria a personagem como um herói, mantendo pouca ou nenhuma semelhança com o vilão de mesmo nome, e começou a procurar uma editora que o publicasse. Paralelamente, trabalhava em outros conceitos e personagens ao lado de Shuster, com o objetivo de produzir não mais contos, mas uma tira de jornal. O primeiro desses projetos foi a série Interplanetary Police, que chegara a ser elogiada por editoras, mas não era contratada. Uma crítica comum ao trabalho dos dois era de que seus conceitos não eram sensacionais o suficiente para chamar a atenção do público - e era justamente isso que eles pretendiam fazer com a segunda versão de Superman.

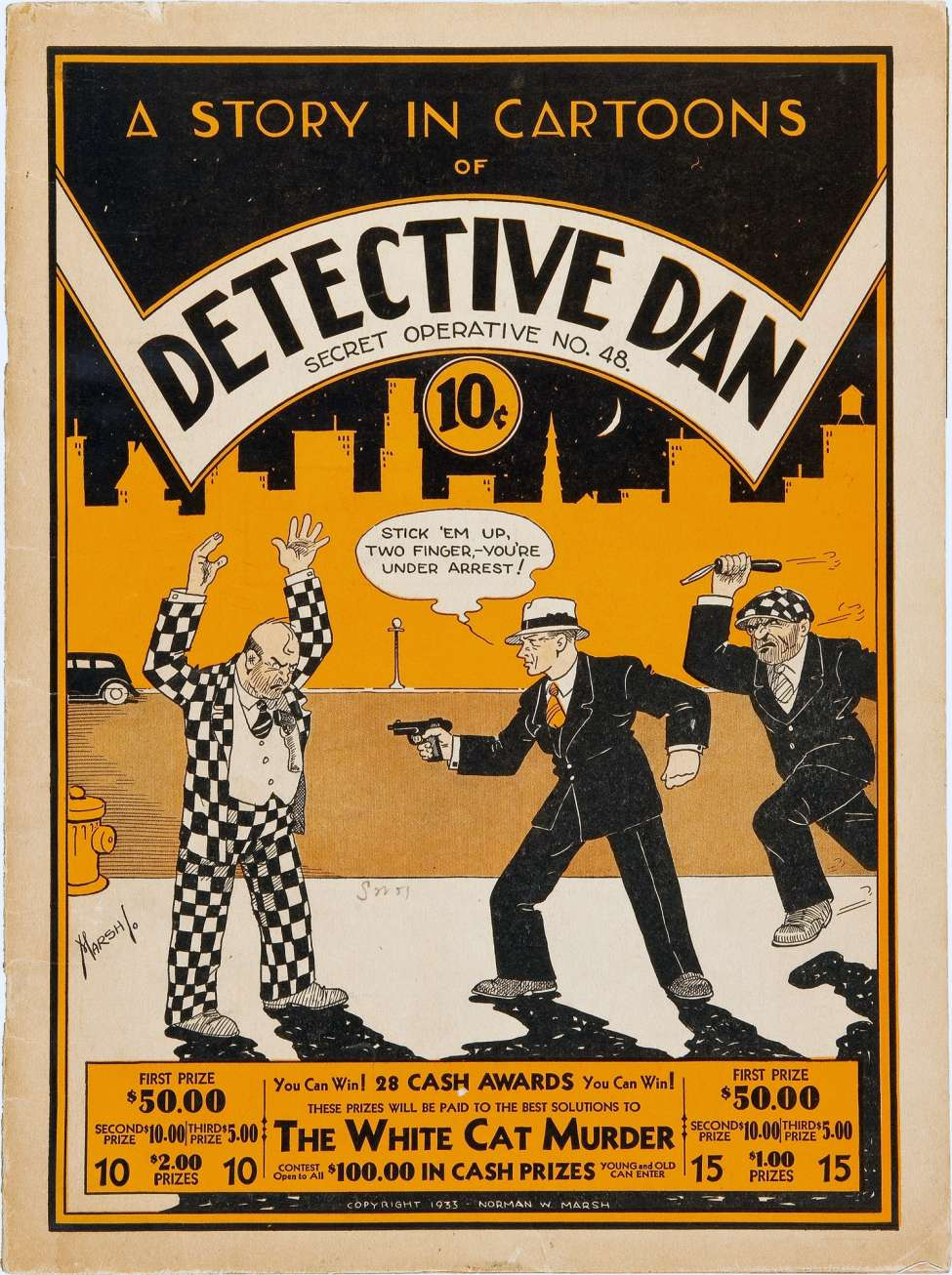
Capa de Detective Dan, Secret Operative No. 48, 1933

O formato da revista em quadrinhos americano foi, em muitos aspectos, criado em 1933, quando surgiram Famous Funnies e Funnies on Parade. As duas publicações tinham como objetivo aproveitar as páginas coloridas das tiras publicadas nos jornais de domingo, reunindo-as num formato diferenciado: embora impressas no formato tabloide, as páginas eram dobradas e cortadas de forma a produzir uma revista de formato menor que pudesse ser vendida ao preço de 10 cents de dólar. O novo formato, intitulado comic book ou comics era destinado à tiras de jornal bem-sucedidas, e não apresentava nenhum material inédito até que Consolidated Books Publishing publicara uma revista em quadrinhos de 48 páginas em preto-e-branco intitulada Detective Dan: Secret Operative No. 48. Era a primeira aparição do personagem "Dan Dunn", e a primeira vez que uma revista daquele formato trazia material inédito ao invés de republicações. Recordando-se do que sentira ao ver aquela inédita revista, Siegel declararia em 1983: "ocorreu-me que [eu e Shuster] poderíamos fazer uma revista em quadrinhos cujo personagem fosse mais interessante que esse, que mais parecia uma derivação de Dick Tracy.
A Consolidated prometia, ao final daquela primeira edição, continuar publicando mais aventuras do personagem, e isso levou a dupla a trabalhar numa proposta para a editora: The Superman. O título era presunçoso, e a capa trazia dizeres hiperbólicos: o novo Superman era anunciado como "o personagem de ficção mais surpreendente de todos os tempos" e sua história era "uma trama de ficção científica em desenhos". Uma resposta por parte da editora demoraria meses e, quando enfim tiveram seu trabalho avaliado, foi para receber uma frustrante resposta: não havia planos para dar continuidade à revista Detective Dan, e, mesmo se os houvesse, ainda seria necessário um acordo com os artistas envolvidos. Se isso não fosse possível, seria cogitada a publicação de The Superman como substituto. Vendo a carta como um encorajamento, Siegel e Shuster continuaram aguardando uma oportunidade de ver seu personagem publicado - mas a editora nunca mais manifestou interesse em publicar revistas em quadrinhos. Além de Detective Dan, naquele ano, a editora também publicou The Adventures of Detective Ace King e Bob Scully, The Two-Fisted Hick, contudo, esses personagens não tiveram continuidade.
Frustrado, e se sentindo culpado pelo fracasso, Shuster destruiu todas as páginas da história. A capa sobreviveu apenas porque Siegel a resgatou do fogo. Siegel e Shuster descreveram essa versão da personagem como sendo comparável a Slam Bradley, uma personagem que a dupla criou em 1937 para a primeira edição de Detective Comics. Siegel, declararia, em 1983, que Bradley era "projeto piloto" de Superman: "Superman já havia sido criado, e nós não queremos dar a ideia Superman; mas nós apenas não poderíamos resistir colocar em Slam Bradley algumas das coisas slambang que sabíamos seria em Superman, se e quando chegamos Superman lançado". O novo personagem era um homem comum, sem super-poderes, mas um "homem de ação", que não usava nenhum uniforme especial e não tinha receios em enfrentar bandidos. Para Daniels, esse segundo "Superman" era "um personagem genérico baseado numa variedade de fontes, sejam pulps ou tiras [de jornal], e dificilmente se tornaria algo tão memorável quanto o terceiro e definitivo Superman, cuja criação viria a seguir. Uma influência da época eram as histórias do personagem Popeye, um marinheiro dotado de grande força, cujas histórias possuíam um forte teor humorístico, mas fizeram Siegel refletir sobre como seria uma trama dramática e mais realista em que o personagem fosse capaz dos mesmos "grandes feitos" que Popeye, que incluíam força suficiente para quebrar paredes e resistência à balas. Siegel e Shuster pretendiam criar um herói que, como Sansão e Hércules, tivesse grande força, mas que lutasse contra a injustiça social e o crime.

## Período entre 1933 e 1938

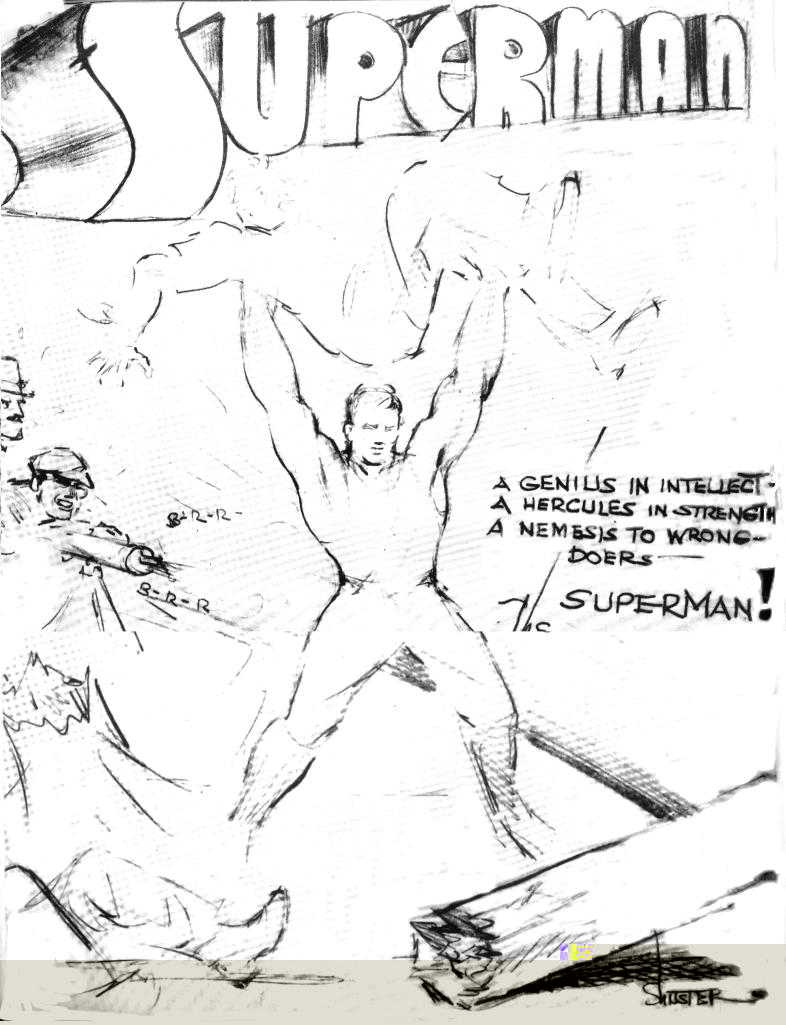
Arte de Joe Shuster para Superman em 1933. O personagem foi novamente reformulado por Shuster e pelo escritor Jerry Siegel com a intenção de se tornar o protagonista de uma tira de jornal.

Em 1983, Siegel declararia à revista Nemo que os eventos que levariam a criação da definitiva versão de Superman começaram em 1934, pouco mais de um ano após o fracasso com The Superman. Essa versão do personagem fora concebida para uma tira de jornal e não para uma revista em quadrinhos, inicialmente. Alguns relatos apontam que o personagem ainda possuía algumas características da versão anterior nas primeiras tentativas de licenciamento, e não é claro a partir de que momentos os autores começaram a modificar o personagem. Ainda em 1934, Siegel e Shuster teriam oferecido o personagem para publicação na revista Famous Funnies, mas a proposta foi rejeitada pela editora sem nem mesmo ter sido avaliada. A dupla também ofereceu as tiras Spy e Superman ao estúdio Eisner & Iger, que trabalhava tanto com tiras de jornal, quanto com revistas em quadrinhos, Will Eisner mandou uma carta para a dupla dizendo que eles não estavam prontos e sugeriu que Shuster se matriculasse no  Cleveland Institute of Art.
Há relatos conflitantes, que apontam que fora a história The Superman que teria sido oferecida como tira de jornal, e que a repetida rejeição nos anos seguintes a esta proposta é que teria levado Shuster a queimá-la. A destruição, entretanto, impede qualquer precisão quanto ao conteúdo de The Superman e os próprios autores já não se recordavam do conteúdo quando entrevistados. Ainda que ambos concordassem que aquela versão do personagem não tinha super-poderes, Shuster afirmou na entrevista realizada em 1983 que o personagem usava uma capa, enquanto Siegel tinha dificuldades em se recordar desse uniforme. O próprio Siegel admitia que não se lembrava da história, e que havia recorrido à Shuster, anos antes, para tentar se lembrar do material que acreditava ter sido produzido no início de 1933.
Na entrevista de 1983, Siegel narrava que teria tido a ideia para a terceira versão de Superman numa noite em 1934, em que teria passado uma madrugada inteira escrevendo dezenas de roteiros com o personagem, estabelecendo sua história de origem, a identidade secreta como "Clark Kent", o elenco de apoio e quais seriam os primeiros criminosos que ele enfrentaria. Todo esse material seria a base para a história publicada em 1938, bem como para as tiras de jornal publicadas a partir de 1939. A ideia de fazer o personagem ter uma "identidade secreta" surgira naquela noite, e Shuster teria criado o visual tanto de "Clark Kent" quanto de "Superman" na manhã seguinte, imediatamente após tomar conhecimento das ideias de Siegel. Nesse mesmo dia, ele também teria produzido o arte para muitos dos roteiros produzidos na noite anterior, trabalhando um dia inteiro no projeto, "tomado pelo mesmo entusiasmo que Jerry [Siegel], desenhando o mais rápido possível". Siegel declararia na mesma entrevista que as tiras de jornal que seriam publicadas a partir de 1939 foram todas produzidas nesse dia. Daniels classifica o relato como "um conto repetido à exaustão". O cineasta e professor Brad Ricca, membro da Case Western Reserve University e um estudioso da história de Cleveland, produzira o documentário Last Son, sobre os eventos ocorridos da década de 1930 que levaram à criação do personagem, e rejeita essas declarações, apontando registros que indicariam que o processo para criar Superman se estendeu por anos e que a própria dupla teria admitido isso em outras entrevistas O livro Homens do Amanhã - geeks, gângsteres e o nascimento dos gibis, de Gerard Jones, igualmente estabelece que a criação de Superman como super-herói foi "um longo processo" - mas a sua veracidade é contestada pelos familiares de Siegel.

### Colaborações de Siegel com outros artistas
Relatos posteriores à morte dos dois autores, e registros descobertos durante disputa judicial acerca da propriedade do personagem, revelariam que Shuster teria desistido do projeto entre 1933 e 1935, e Siegel teria procurado a colaboração de outros artistas.
Siegel escreveu para vários artistas. A primeira resposta veio de Leo O'Mealia em julho de 1933, que desenhou uma tira de Fu Manchu de Sax Rohmer para o Bell Syndicate. No roteiro que Siegel enviou O'Mealia, a história de origem do Super-Homem muda: Ele é um "cientista-aventureiro" do futuro distante, quando a humanidade naturalmente desenvolveu "superpoderes". Pouco antes de a Terra explodir, ele escapa em uma máquina do tempo para a era moderna, ao que ele imediatamente começa a usar seus super poderes para combater o crime. O'Mealia produziu algumas tiras e mostrou-as ao seu syndicate, mas elas foram rejeitadas. Nada da colaboração de Siegel e O'Mealia sobrevive, exceto nas memórias de Siegel.
Outros artistas que colaboraram com Siegel foram Tony Strobl, Mel Graff, e Russell Keaton. Um ano mais velho que Siegel, Strobl cursava a Cleveland Institute of Art e se tornou conhecido pela arte de quadrinhos Disney, Mel Graff era alguns anos mais velho que Siegel e trabalhava para o Newspaper Enterprise Association, syndicate responsável pelas tiras Wash Tubbs e Alley Oop, no final de 1934, Graff se mudou para Nova Iorque, onde criou a tira The Adventures of Patsy para o Associated Press, Siegel resolveu contactar outro profissional, Russell Keaton, que posteriormente viria a criar a tira Flyin' Jenny. Segundo Jones, Siegel conheceu Keaton em 1931, quando tinha 17 anos. O ilustrador à época tinha 21 e já trabalhava como "ghost-artist" (ilustrador fantasma) nas tiras de Buck Rogers e, trocando correspondências, descobriram um interesse mútuo em ficção científica.
Um outro historiador, Jeff Trexler, revelaria em 2008 descobertas que estabeleceriam um "intervalo" entre 1934 e 1935, onde Shuster teria abandonado o personagem, e Siegel teria trabalhado com outro desenhista entre a produção de The Superman e da vindoura versão definitiva do personagem, que seria publicada em Action Comics #1. Essa versão intermediária de Superman teria sido descoberta pela família de Siegel dentre os pertences do falecido autor naquele ano, durante a disputa judicial acerca da propriedade do personagem, e apresentava características tanto da segunda versão, o protagonista humano de The Superman, quanto da versão final, o super-poderoso alienígena, e fora produzido com a intenção de se tornar uma tira de jornal.
Essa versão do personagem, até então desconhecida do público, apresentava um protagonista humano, mas que fora enviado do futuro para o ano de 1935. Após a revelação de Trexler, James Vance publicaria um texto em seu site pessoal, detalhando como, ainda na década de 1990, ele e Denis Kitchen planejavam escrever um livro sobre a criação de Superman, e que Kitchen teria descoberto o material dentre os arquivos de Keaton, e planejavam torná-lo público quando foram impedidos pela família de Siegel e seus advogados, que à época planejavam ingressar com um processo contra a DC Comics. Ao comentar o texto de Trexler, Vance declararia: "as tiras desenhadas por Keaton que foram incluídas no texto estavam extremamente sujas e gastas, e Trexler apontaria num comentário posterior que algumas pessoas tinham esperança de limpá-las e restaurá-las". O material encontrado pela família de Siegel, segundo Vance, "não precisava" ser restaurado porque, ao contrário do que Trexler havia apontado, essa versão do personagem já havia sido "descoberta" há mais de uma década, e a família de Keaton possuía cópias em ótimo estado das tiras produzidas. Vance afirmaria ainda que a tira havia sido produzida por Keaton e Siegel em 1936, e, fazendo menção à carta de Siegel destinada a Keaton que Trexler havia brevemente incluído em seu texto, detalharia o conceito do projeto: "Mesmo nesta época pós-Watchmen, em que um super-herói é considerado infantil a menos que levem às coisas ao extremo, é muito difícil de engolir que uma grande empresa dedicada às tiras em quadrinhos aceitaria uma história de origem tão depressiva. O mito do Superman é fundado em temas de 'salvação' e 'otimismo'; e alguns escritores podem até se divertir com a ideia de que as pessoas da Terra sejam tão primitivas quanto macacos sem pêlos em comparação com os cidadãos do evoluído planeta Krypton, mas o resultado final é sempre o mesmo: O garoto é lançado para a Terra, onde tem uma chance de sobreviver. Krypton é o passado, e ele não pode voltar para lá novamente. Mas, na versão de 1936, seu passado é o futuro de todos nós, e que o planeta condenado de onde ele veio é o nosso planeta Terra, um lugar condenado para onde todos nós vamos, quer queiramos ou não". Essa versão do personagem seria um homem dotado de força e resistências sobre-humanas, e se dedicaria à "ajudar os necessitados", segundo a carta de Siegel.

### Criando Lois Lane e Clark Kent

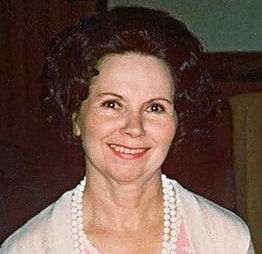
Joanne Siegel, em foto de 1976. Antes de se casar com o escritor Jerry Siegel em 1948, a modelo havia servido de inspiração para o artista Joe Shuster na concepção de Lois Lane, em 1935, cerca de três anos antes da publicação de Action Comics #1.

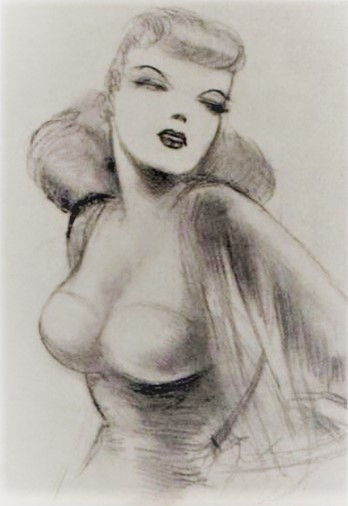
Um esboço inicial de Lois Lane porJoe Shuster, baseado em Joanne Siegel.

Na entrevista de 1983, a esposa de Siegel, Joanne, declararia que havia conhecido o seu marido nesse período, ao ser contratada como modelo para as tiras. Relatos posteriores à entrevista de 1983 detalhariam a situação: em 1935, enquanto estudante colegial, Jolan Kovacs publicou um anúncio em uma edição do jornal The Plain Dealer,  em Cleveland, no estado americano de Ohio. No anúncio, Kovacs se colocava disponível para ser contratada como modelo. Shuster, que à época estava desenvolvendo uma proposta para uma nova tira de jornal com "Superman", respondeu ao anúncio, contratando Kovacs para servir de modelo para uma personagem desenvolvida por Siegel para a tira, "Lois Lane", uma repórter e interesse romântico de Superman.
Obituários à época do falecimento dela, em 2011, apontariam que Shuster alegadamente usara Jerry Siegel como modelo para "Superman" e Joanne como modelo para "Lois Lane". Os dois posariam para o artista, que tomaria as expressões faciais e os maneirismos de Kovacs como inspiração para os quadros destacando a repórter. Kovac adotaria posteriormente o nome artístico "Joanne Carter" e, pouco após a Segunda Guerra Mundial encontraria Siegel numa festa beneficente em Nova Iorque. Os dois iniciariam um relacionamento e, em 1948, se casariam, e "Joanne Carter" se tornaria oficialmente "Joanne Siegel".
Siegel faleceria em 1996, sempre afirmando que a personalidade de Joanne era tão marcante que influenciara suas histórias. Segundo a filha do casal, Laura, "ela [Joanne] não havia simplesmente posado, mas desde o dia em que ele [Jerry Siegel] a conheceu, era a personalidade e o jeito dela que seriam colocados na personagem. Era não apenas uma mulher bonita, mas também muito esperta e determinada, e cheia de energia. Era uma mulher corajosa. Essa coragem inspiraria profundamente Siegel, que retrataria Lois Lane como tão corajosa quanto Superman. A personagem se tornaria, nas primeiras revistas publicadas entre 1938 e 1947, um ícone do feminismo nas histórias em quadrinhos. Essa série de eventos são rejeitados pela primeira esposa de Siegel, Bella, e pelo filho do casal, Michael. O relato contido em Homens do Amanhã narra uma diferente história: Joanne Siegel só teria conhecido o roteirista em 1948, após ele ter se divorciado de Bella, e não teria sido a inspiração para Lois Lane.
Joanne Siegel manteve sua versão mesmo após a publicação do livro de Jones, apontando que a versão dos fatos ali contida era baseada em relatos inverídicos por parte da primeira família de Siegel. Um jornalista de Cleveland, Mike Sangiocomo, apontaria que antes de Joanne, outras mulheres já haviam declarado terem trabalhado como modelo para a criação de Lois Lane, e Ricca já havia declarado que suas pesquisas o levaram a conclusão de que Lois Lane poderia ser baseada em outras mulheres que não Joanne Siegel. Em seu documentário, Ricca expõe que uma "Lois Amster", uma colegial por quem Jerry Siegel teria sido apaixonado durante a adolescência, teria sido a inspiração para a personagem. Na entrevista de 1983, Siegel já havia admitido que as paixões platônicas que enfrentara durante a adolescência o ajudaram a conceber "Clark Kent", mas Ricca verificou a existência de cartas de Siegel à Lois, e as entrevistas que conduziu com Amster lhe permitiram concluir pela inspiração. Para Ricca, entretanto, o relato de Joanne Siegel não deixa de ser verdadeiro: ela poderia ter sim sido uma das inspirações, e o anúncio no Plain Dealer que ela afirmou ter sido publicado realmente existiu, então os eventos que ela e os autores afirmam ter ocorrido seriam verdadeiros.
Daniels, ao comentar sobre os eventos relacionados à criação de Lois Lane no livro Superman: The Complete History, publicado em 1998, consideraria os diferentes relatos de Siegel e Shuster, e sustentaria a tese de que "Lois Lane" era baseada em Lois Amster, uma paixão platônica de Siegel, que à época afirmara que nunca havia tido nenhum relacionamento com o colega. Enquanto Siegel sempre se recusava a comentar sobre o relacionamento entre os dois, ela declarou que ele "era um rapaz estranho" que costumava encará-la durante as aulas, mas que nunca foram amigos, e nem sequer conversaram alguma vez durante todo o período em que estudaram juntos. Essa rejeição seria determinante para o "triângulo amoroso" entre Lois, Clark e Superman. Clark era o "homem desajeitado" que correspondia ao próprio Siegel, e era apaixonado pela mulher forte, Lois, que o rejeitava e tratava mal, pois só se interessa por Superman, o "homem admirável", sem saber que este secretamente era Clark. Clark seria um reflexo "quase masoquista" dos próprios autores, segundo Daniels, sendo um rapaz "timído, míope, trabalhador e socialmente desajeitado" que, por mais que tivesse boas qualidades, não atraía a atenção da mulher que desejava.
A perspectiva de Siegel, de ser rejeitado e ignorado, teria influenciado o relacionamento ficcional de Clark Kent e Lois Lane nas primeiras histórias. Para Daniels, os conceitos criados por Siegel era uma "compensação" acerca de uma possível infelicidade. Ele "criou a versão definitiva de um sonho quase universal: ser alguém com qualidades escondidas que poderiam um dia trazer admiração". Dessa forma, o fato de Superman se disfarçar como Clark Kent seria uma piada sobre Lois Lane, que poderia ser vista como "uma mulher superficial, que dispensava um homem decente (no caso, seu colega de trabalho Clark) para sonhar com um homem musculoso", sem saber que eles eram a mesma pessoa. Clark Kent, então, seria um personagem com quem seria fácil um leitor comum se identificar, pois qualquer pessoa entenderia o conflito de ser julgado por padrões superficiais.
Lois não era uma vilã, e sua superficialidade em relação ao colega de trabalho seria compensada por várias qualidades. Corajosa, independente e ambiciosa, a fictícia mulher era tão admirável quanto o super-herói por quem era apaixonada. Daniels apontava que existiam "poucas dúvidas" de que Joanne havia sido contratada pela dupla para posar para as tiras de jornal que pretendiam produzir. As tiras originais teriam sido produzidas em 1934, e refeitas entre 1935 e 1937, quando Shuster já havia decidido que pretendia adotar um estilo mais realista em seus desenhos. Daniels não incluiu Jerry Siegel dentre as pessoas presentes no encontro entre Shuster e Joanne, mas sim a mãe de Shuster, que teria acompanhado de perto a sessão de desenhos, que teria ocorrido num dos cômodos da residência de Shuster, durado uma hora e custado US$ 1.50 ao artista. Para Daniels, Siegel só conheceu sua futura esposa após a sessão, tendo aguardado na sala de estar de Shuster enquanto eles desenhavam. Joanne, então uma adolescente, teria decepcionado Shuster por causa de sua magreza, pois havia concebido Lois Lane como "uma mulher voluptuosa". Entretanto, o penteado adotado pela inexperiente modelo, bem como o seu rosto, teriam servido para as feições adotadas para a personagem.

### Criando o Superman definitivo
Shuster afirmaria, em 1983, que apenas Lois Lane tivera uma modelo - no caso, Joanne - para a elaboração do visual. Segundo a própria Joanne, ele estava na época redesenhando as tiras que já haviam produzido, buscando um visual mais realista e menos "cartunesco" para o trabalho. Quando perguntado se havia utilizado algum homem como modelo para Clark Kent ou Superman, Shuster declarou: "Ele [Superman]foi inspirado por muitos heróis da ficção e dos clássicos. E, claro, eu me inspirei nos filmes. No cinema mudo, meu herói era Douglas Fairbanks, que era um homem ágil e atlético. Então eu acredito que ele tenha sido uma inspiração para nós, inclusive nas suas atitudes. Ele fazia uma pose que eu costumava usar quando desenhava Superman. Se reparar em seus papéis, incluindo 'Robin Hood', ele sempre ficava parado com suas mãos nos quadris e os pés separados, rindo, como se não levasse nada à sério. Clark Kent, por sua vez, tinha um pouco de Harold Lloyd nele, eu suponho".
A inspiração em Fairbanks não se limitou às poses adotadas por Superman. O uniforme do personagem fora inspirado nas roupas que o ator utilizara em filmes como The Mark of Zorro e Robin Hood. A capa serviria para dar mais movimento às cenas, e o personagem inicialmente não usaria botas, mas sandálias. O nome "Clark Kent" foi uma ideia de Siegel, que combinou os nomes dos atores "Clark Gable"e "Kent Taylor", e, segundo Shuster, "Metrópolis, a cidade base de operações do Superman, veio do filme de Fritz Lang Metrópolis de 1927". A partir de The Superman, o trabalho de Edgar Rice Burroughs começara a ter grande influência sobre os roteiros de Siegel, e na entrevista de 1983, Shuster afirmaria que o seu colega roteirista pretendia "inverter a fórmula comum de levar o herói para outro planeta, colocando o super-herói num ambiente familiar e ordinário, ao invés de fazer o contrário, como era feito na maioria das histórias de ficção científica". Inicialmente, o personagem não voava, mas dava grandes saltos, como John Carter, um dos personagens de Burroughs. Siegel, inclusive, adotava similar explicação científica de diferentes gravidades: John Carter era capaz dos grandes saltos porque Marte era menor que a Terra, e Superman era igualmente capaz de dar grandes saltos porque Krypton era um planeta muito maior que a Terra.

### Criando outros personagens a partir de Superman
Separadamente, os conceitos que formavam o personagem "Superman" seriam utilizados por Siegel e Shuster entre 1935 e 1937 em outros três personagens: o aventureiro "Henri Duvall", o detetive "Dr. Occult" e o lutador "Slam Bradley". As primeiras colaborações da dupla coincidem com o início da história dos fanzines nos Estados Unidos, e a criação desses personagens, bem como da série Federal Men se confunde com o início da história da editora americana "DC Comics". Em dezembro de 1935, a então "National Allied Publications" lançou sua segunda série mensal, sob o título New Comics. Tal qual a revista em formato tablóide New Fun, publicada pela editora desde fevereiro daquele ano, a revista se dedicava à publicação de histórias cômicas e de aventura. Em sua décima-segunda edição, publicada em janeiro de 1937, o título foi alterado para New Adventure Comics e assim seguiria até novembro de 1938, quando seu título foi novamente alterado para Adventure Comics, o qual manteria por todo o restante de sua publicação.
Propostas envolvendo o personagem "Superman", tanto como protagonista de tira quanto como protagonista de uma revista em quadrinhos vinham sendo rejeitadas por várias editoras, incluindo a Dell Comics quando, em meados de 1935, Siegel e Shuster conheceram Malcolm Wheeler-Nicholson, proprietário da National. À época, a revista New Comics ainda não havia sido lançada, e embora New Fun seja avaliada em retrospecto como uma revista emblemática pelo ineditismo de publicar de forma regular material inédito - até então as revistas em quadrinhos só traziam republicações de tiras em quadrinhos - tal formato se devia menos à criatividade e mais à economia: Wheeler-Nicholson era um escritor de contos, e enfrentava muitas dificuldades em se estabelecer como editor. Sem dinheiro para pagar aos autores de tiras famosos o valor referente ao licenciamento de suas séries e aos direitos de republicação do material, era simplesmente mais barato contratar profissionais dispostos a produzir material inédito. A National não era uma empresa de renome, e isso deixava Siegel e Shuster receosos acerca da viabilidade de publicarem Superman ali, mas uma amostra contendo desenhos e o ideias da dupla para diferentes séries foi avaliada de forma positiva pela editora, e levou à publicação em grande escala de primeiros trabalhos. Essas primeiras séries continham "resquícios" da fórmula utilizada para compor Superman.
Em junho de 1935, a dupla seria contratada pela National para trabalhar em duas séries distintas, que começaram a ser publicadas naquele mesmo ano na sexta edição da revista New Fun: uma era intitulada Henri Duvall of France, Famed Soldier of Fortune, e a outra Dr. Occult, the Ghost Detective. A primeira série pertencia ao gênero swashbuckling e era fortemente inspirada nos filmes protagonizados por Douglas Fairbanks. Seus elementos históricos não agradariam ao público, e apenas quatro capítulos seria publicados nos meses seguintes antes da série ser descontinuada. Dr. Occult, por sua vez, parecia atender às demandas do público, ávido por histórias em quadrinhos de terror e suspense. A série possuía uma temática sobrenatural e continuaria sendo publicada pela National nas páginas da revista nos meses seguintes, quando a segunda revista da editora começou a ser produzida.
Para a New Comics, Siegel e Shuster seriam contratados para produzir uma terceira série, e conceberam Federal Men, destinada à contar histórias fictícias envolvendo o recém-formado FBI. De acordo com Jones, a série era um pastiche de Gang Busters - um programa de rádio estrelado por agentes federais exibido à época - e ainda era fortemente influenciada pelas revistas pulps. Numa das histórias os personagens enfrentaram robôs gigantes que haviam invadido Nova Iorque, e o visual desses autômatos era similar ao apresentado nas capas das revistas pulp.
No ano seguinte, Federal Men se tornaria uma série bastante popular, e uma das mais bem-sucedidas da editora, ganhando muita atenção do público infantil, que movimentava o Junior Federal Men Club, um fã-clube dedicado exclusivamente à série e seus personagens. Shuster progredia como artista, apresentando um desenho cada vez mais realista, e na outra série da dupla, alguns elementos de "Superman" começariam a ser incluídos. Na 14ª edição da revista New Fun, que à época havia mudado de nome para More Fun Comics, teve início uma história que alteraria as características do personagem principal, o Dr. Occult, que ganharia super-poderes, passando a ter força sobre-humana e a capacidade de voar. O personagem usava roupas azuis e uma capa vermelha, e na visão de Daniels, era "a mais notável apropriação do material de Superman". O vilão da história, intitulada Koth and the Seven, se chamava "Koth", e era um alienígena que havia escapado de seu planeta-natal poucos momentos antes de sua destruição.
Dr. Occult também apareceu na revista The Comics Magazine #1 da Centaur Publications (maio de 1936), sendo chamado de Dr. Mystic, The Occult Detective. A história "The Koth and the Seven", começou em The Comics Magazine e continuou em More Fun Comics #14-17.
Em 1937, mais elementos de Superman eram aproveitados, quando a dupla produziu a história Federal Men of Tomorrow, um conto de ficção científica mostrando como seria o FBI do futuro. Essa história tinha como protagonista não o agente "Steve Carson" das histórias normais, mas um novo personagem, denominado "Jor-L". Nesse ínterim, Wheeler-Nicholson, visando quitar um débito com Harry Donenfeld, um dos donos da distribuidora de revistas Independent News, tornou-se sócio de Jack Liebowitz, contador de Donenfeld, formando a empresa "Detective Comics". A fusão com Liebowitz possibilitou o lançamento, em março de 1937, de uma terceira revista, intitulada Detective Comics e a continuidade dos dois títulos publicados até então pela National.
Em Detective Comics estrearia a quarta série criada por Siegel e Shuster para a editora: Slam Bradley, protagonizada pelo personagem homônimo. As histórias de Bradley, os autores admitiram depois, eram baseadas nos conceitos que eles originalmente pretendiam utilizar em The Superman. Logo na primeira página de sua primeira história, o lutador enfrentava sozinho quatro homens e era anunciado como um detetive que, mesmo cerca, "se divertia de forma supimpa" ao derrotar facilmente os criminosos. Enquanto isso, Superman continuava sendo rejeitado, e a dupla recebia críticas cada vez maiores ao projeto, que chegou a ser chamado de "ingênuo" e "imaturo", sendo considerado inapropriado para a leitura de adultos em um jornal. No início de 1938, Donenfeld assumiu o controle da editora e foi sob a sua gestão que fora lançado aquela que se tornaria a mais emblemática série da editora — Action Comics, responsável por lançar em sua primeira edição, enfim, a versão definitiva do personagem "Superman". O personagem originalmente não apareceria naquela revista, até que um dos editores, M.C. Gaines, que havia trabalhado anteriormente para a Dell Comics, e avaliado o trabalho de Siegel e Shuster em Superman, convidasse a dupla para elaborar uma história com o personagem para ocupar um espaço ainda não preenchido nas páginas da primeira edição da revista, editada por Vin Sullivan.

## 1938:Action Comics#1

A versão definitiva de Superman foi publicada em Action Comics #1, em 1938.

Mesmo que estivessem no momento conseguindo produzir diferentes séries em quadrinhos para a National Publications, a dupla ainda pretendia adotar para Superman o formato de tiras, preferindo-o em relação às revistas em quadrinhos que estava se estabelecendo àquele tempo. Na própria National, havia certa rejeição à proposta de Superman: Wheeler-Nicholson acreditava que a série teria mais sucesso se fosse publicada em cores, e à época suas revistas eram majoritariamente em preto-e-branco. Siegel e Shuster ofereceram as tiras para Max Gaines, que declinou, e para o United Feature Syndicate, que expressou interesse inicialmente mas finalmente rejeitou as tiras em uma carta datada de 18 de fevereiro de 1937. Entretanto, no que Daniels descreve como "uma incrível reviravolta de eventos", após Wheeler-Nicholson decretar falência e perder o controle sobre a National, que passou a ser gerenciada por Liebowitz e Donenfeld, o próprio Gaines foi consultado por Liebowitz acerca de possíveis séries que poderiam ser incluídas na nova revista colorida que a editora estava planejando publicar, e ele sugeriu Superman.
Em janeiro de 1938, Vin Sullivan, editor da nova revista, escreveu à dupla requisitando a produção de uma história de treze páginas com o personagem. Segundo Daniels, o editor escreveria, em fevereiro, outras cartas à dupla, e numa delas sugeriria que as tiras originalmente produzidas fossem recortadas e redesenhadas para que se adequassem ao formato das revistas em quadrinhos, e posteriormente solicitaria também que a história tivesse "oito quadros padronizados por página". A última carta de Sullivan traria ainda a aprovação final, ordenando a produção da história, mas concedendo a Siegel e Shuster um prazo curto: a história completa deveria estar pronta em três semanas. A dupla cumpriu o prazo, ignorando o pedido do editor quanto à quantidade de quadros em cada página, utilizando suas próprias experiências e ideias para criar o leiaute das páginas, trazendo muitas vezes quadros maiores por página, para dar maior "impacto" à história. Sullivan acredita que "a edição de estreia de qualquer revista não deveria conter nenhuma imperfeição", e exigia muito da dupla, que, por sua vez, também se dedicava com muito zelo à realização do seu projeto do sonhos. A história foi incluída na revista, e um dos quadros de Shuster seria aproveitado por Sullivan para a capa de Action Comics #1. Em 1983, quando entrevistados pela revista Nemo, os autores apontariam outra versão: teria surgido deles, e não de Sullivan, a ideia de recortar a arte produzida originalmente para as tiras de jornal e compor as páginas da história, como forma de atender ao curto prazo que haviam recebido para completar a história.
A escolha de Superman como o personagem que figuraria na capa, em meio aos vários personagens que também apareceriam, seria posteriormente citada por Liebowitz como "quase acidental", em razão do escasso prazo de fechamento da revista, mas se mostraria acertada: toda a tiragem seria vendida rapidamente e, a partir de sua quarta edição, Action já começaria a apresentar um significativo aumento em suas vendas, em comparação com os demais títulos da National: entre 1938 e 1939, já possuía uma tiragem de mais de 500 mil exemplares - mais que o dobro da tiragem inicial da primeira edição, de 200 mil exemplares. Estima-se que, da tiragem inicial, existam somente cerca de cem exemplares restantes. Um exemplar de Action Comics #1  em boas condições de conservação é, ao lado de Detective Comics #27 (a primeira aparição de Batman) e Superman vol. 1 #1 (a primeira revista dedicada exclusivamente à Superman, lançada em 1939), um dos mais valiosos itens colecionáveis do mundo, quando se trata de histórias em quadrinhos.